# 呂仙崖摩崖造像
呂仙崖摩崖造像位於四川省自貢市榮縣，文物遺址年代判定為唐代至宋代。2007年6月1日公佈為四川省第七批文物保護單位。